# Fuego (Plattenlabel)
Fuego ist eine unabhängige Musik-, Buch- und Design-Edition mit Firmensitz in Bremen.

## Geschichte
Fuego wurde 1984 von dem Grafik-Designer Friedel Muders als Musik-Label gegründet. Das Repertoire umfasst zirka eintausend digitale Veröffentlichungen – schwerpunktmäßig mit deutscher Musik- und Lesekultur aus allen Bereichen seit den 1970er-Jahren. Hierzu zählen Wiederveröffentlichungen sowie Neuerscheinungen junger Musiker und Autoren. Die Veröffentlichungen sind in Musik- und E-Book-Download-Shops erhältlich.

## Künstler
Musiker und Musikgruppen, die über Fuego veröffentlichen, sind insbesondere:
- 1. Futurologischer Congress
- Abstürzende Brieftauben
- Achim Amme
- Afterburner
- Bosse
- Carolin No
- Cochise
- The Convent
- David Qualey
- Dimple Minds
- Dissidenten
- Embryo
- Epitaph
- Fady Maalouf
- Grobschnitt
- Heintje
- Joe Mubare
- Missus Beastly
- Mr. Hurley & die Pulveraffen
- The Multicoloured Shades
- M. Walking on the Water
- Phil Shoenfelt
- Richie Arndt
- Saprize
- The Dad Horse Experience
- Throw That Beat in the Garbagecan
- Versengold
- Zoff

Autoren, die über Fuego veröffentlichen, sind insbesondere:
- Alan Bangs
- Lester Bangs
- Klaus Bittermann
- Wiglaf Droste
- Wolfgang Flür
- Gundolf S. Freyermuth
- Jens Johler
- Hans-Christian Kirsch
- Wolfgang Pohrt
- Carl-Ludwig Reichert
- Ed Sanders
- Barbara Sichtermann
- Kai Sichtermann
- Hollow Skai
- Hans Zippert